# Uninvited (computerspel)
Uninvited is een computerspel van het type point-and-click adventure dat zich afspeelt in een spookhuis. Het spel werd ontwikkeld door ICOM Simulations en uitgebracht via Mindscape. Het spel kwam initieel uit in 1986 voor Apple IIgs en werd later geporteerd naar andere systemen zoals Atari ST, Commodore 64, Amiga, NES (Famicom), PC (DOS, Windows) en Windows Mobile (Pocket PC). Het is het tweede spel, van de vier spellen in totaal, dat werd gebouwd met de MacVenture-Engine.

## Verhaal
Het verhaal begint wanneer de speler, in de vorm van een AFGNCAAP, terug bij bewustzijn komt na een verkeersongeval in de buurt van een oud herenhuis. Hij ontdekt dat zijn jongere broer, die hij als passagier vervoerde, zich niet meer in de auto bevindt. Na het verlaten van de auto vliegt deze in brand. De enige mogelijkheid om hulp te vinden, is in het herenhuis.
Het herenhuis bestaat uit een gelijkvloers, een bovenverdieping en een toren. Het interieur van de kamers varieert: de ene kamer is modern, de andere klassiek... Dit doet vermoeden dat de bewoners verschillende leeftijden hebben. Achter het huis zijn nog drie gebouwen: een sterrenwacht, een grote serre en een kapelletje. Achter de kapel is nog een kerkhof in de vorm van een doolhof. Het ganse domein lijkt verlaten te zijn tot wanneer de speler plots oog in oog komt te staan met een ondode.
Het huis was ooit eigendom van een tovenaar waar ook enkele van zijn leerlingen verbleven. Zijn beste leerling Dracan keerde zich en vermoordde alle inwoners waardoor een spookhuis ontstond. Diverse plaatsen worden nu bewaakt door magische wezens, spoken, hellehonden, zombies en demonen.
Het doel van het spel is om de jongere broer te redden die ergens op het domein wordt vastgehouden en bewaakt. Hiervoor moet de speler in verschillende afgesloten plaatsen zien te komen. Net omdat het een magisch verhaal is, zijn vele puzzels ook onlogisch. Ook Dracan is op zoek naar de speler. Wanneer de speler bepaalde taken niet binnen een welbepaalde tijd heeft vervuld, zal Dracan hem vinden en omvormen tot een zombie.
Het ganse omringende verhaal over de tovenaar, zijn leerlingen, het verraad van Dracan, ... wordt uitgelegd via dagboeken en perkamentrollen die her en der verspreid liggen. Hierdoor is het verhaal niet-lineair en kan het einde abrupt lijken, zeker wanneer de speler niet alle dagboeken en perkamenten heeft gelezen.

## Doel
De taak van de speler is om puzzels op te lossen. Door het verzamelen en het gebruiken van verschillende objecten kunnen gebieden ontgrendeld worden. Dit alles dient binnen een bepaalde tijd te gebeuren, anders zal de speler ook muteren tot een zombie.

## NES-versie
In de NES-versie zijn een aantal zaken aangepast:
- Het spel kreeg achtergrondmuziek.
- De jongere broer werd vervangen door een oudere zuster
- De tijdlimiet treedt enkel in wanneer de speler een robijn in zijn inventaris heeft. De tijdlimit stopt terug zodra dit item uit de inventaris is.
- De dialogen werden drastisch ingekort
- Er is een hintsysteem ingebouwd
- Het adres van het herenhuis werd ingekort van "Master Crowley, 666 Blackwell Road, Loch Ness, Schotland" naar enkel "Master Crowley". Dit had te maken met een politiek bij Nintendo om geen gebruik te maken van bestaande adressen of zaken die beledigend zouden kunnen werken.[1][2] Omwille van eenzelfde reden werden pentagrammen vervangen door sterren en kruisbeelden door kelken.

## Uitgaven
| jaar | platforms            |
| ---- | -------------------- |
| 1986 | Macintosh            |
| 1987 | Amiga, Atari ST, DOS |
| 1988 | Commodore 64         |
| 1989 | NES, Famicom         |
| 1993 | Windows 3.x          |
| 2002 | Windows Mobile       |

## Ontvangst
| Beoordeeld door                | Jaar | Platform    | Score |
| ------------------------------ | ---- | ----------- | ----- |
| Techtite                       | 2000 | Macintosh   | 100%  |
| ASM (Aktueller Software Markt) | 1987 | Amiga       | 94%   |
| Happy Computer                 | 1986 | Amiga       | 82%   |
| HonestGamers                   | 2008 | Amiga       | 80%   |
| Atari ST User                  | 1988 | Atari ST    | 80%   |
| NES Center                     | 2009 | NES         | 75%   |
| VicioJuegos.com                | 2014 | NES         | 75%   |
| ST Action                      | 1988 | Atari ST    | 72%   |
| PC Joker                       | 1993 | Windows 3.x | 71%   |
| Just Games Retro               | 2002 | NES         | 30%   |

## Trivia
- De straten Blackwell Road en Blackwell Avenue bestaan effectief in het dorp Culloden, dat op minder dan 30 kilometer van het stadje Loch Ness is verwijderd[3] en minder dan 20 kilometer van de oever van het gelijknamige meer.[4]